# Aéroport de Moscou-Ostafiévo
Pour les articles homonymes, voir Aéroport de Moscou.
L’aéroport d'Ostafiévo (anciennement militaire) (en russe : Аэропорт Остафьево) (code IATA : OSF • code OACI : UUMO) est un aéroport privé situé dans le district de Ioujnoïe Boutovo à Moscou.

## Histoire
Il a été créé en 1934 comme base du NKVD. Il est géré par Gazpromavia, une filiale de Gazprom.

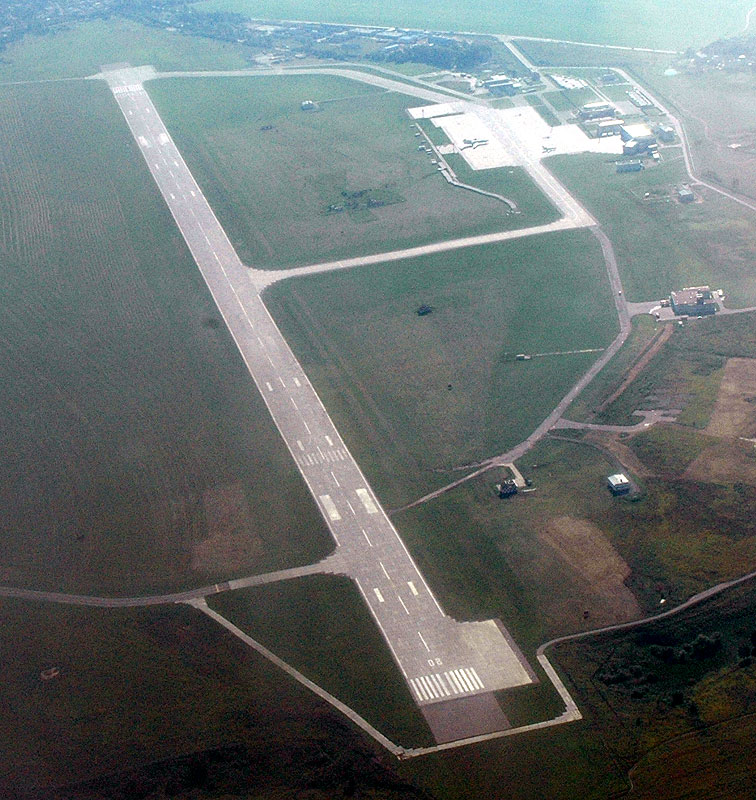
Sa piste.

## Situation
| Vnoukovo Domodiédovo Joukovski · Ramenskoïe Chérémétiévo Ostafiévo Chkalovskii |

### Carte des aéroports moscovites
| \| 50 km1:1 791 000 \| Koursk Abakan Anapa Pskov Arkhangelsk Astrakhan Barnaoul Belgorod Blagoveshchensk Bratsk Grozny Guelendjik Iakoutsk Iékaterinbourg Ijevsk Ioujno-Sakhalinsk Irkoutsk Kaliningrad Kazan Kemerovo Khabarovsk Khanty-Mansiïsk Krasnodar Krasnoïarsk Magadan Magnitogorsk Makhachkala Mineralnye Vody Mirny Moscou · SVO Moscou · DME Moscou-VKO Mourmansk Narian-Mar Nijnekamsk Nijnevartovsk Nijni Novgorod Noïabrsk Alykel Novokouznetsk Novossibirsk Novy Ourengoï Omsk Orenbourg Oufa Oulan-Oude Oulianovsk Perm Petropavlovsk-Kamtchatski Rostov · sur-le-Don Sabetta Saint-Pétersbourg Salekhard Samara Saratov Simferopol Sotchi Sourgout Stavropol Kyzyl Syktyvkar Tcheliabinsk Tchita Tioumen Tomsk Vladivostok Volgograd Voronej |
| 50 km1:1 791 000 |